# Jacksonville Jaguars 2019
La stagione 2019 dei Jacksonville Jaguars è stata la 24ª della franchigia nella National Football League, la terza con Doug Marrone come capo-allenatore.
I Jaguars firmarono il quarterback Nick Foles con un contratto quadriennale del valore di 88 milioni di dollari l'11 marzo per farne il nuovo titolare, dopo l'addio come free agent di Blake Bortles. Tuttavia, a causa di un infortunio e di cattive prestazioni al suo ritorno, la maggior parte della stagione giocò come quarterback titolare il rookie scelto nel sesto giro Gardner Minshew. La squadra migliorò leggermente il record di 5-11 della stagione precedente, salendo a 6-10 ma mancando l'accesso ai playoff per il secondo anno consecutivo.

## Scelte nel Draft 2019

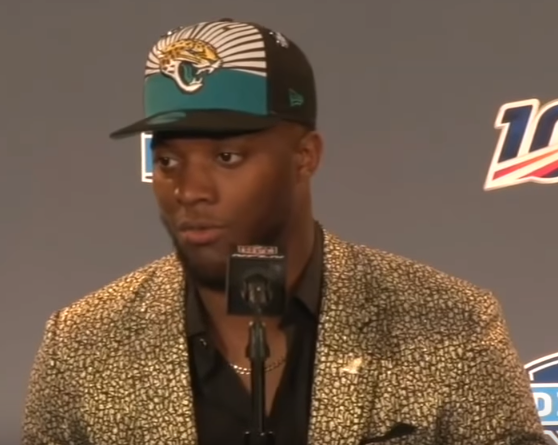
Josh Allen fu la scelta del primo giro dei Jaguars nel Draft 2019

| Scelte dei Jaguars nel Draft 2019 |        |                   |                  |                  |
| Giro                              | Scelta | Giocatore         | Ruolo            | College          |
| 1                                 | 7      | Josh Allen        | Linebacker       | Kentucky         |
| 2                                 | 35     | Jawaan Taylor     | Offensive tackle | Florida          |
| 3                                 | 69     | Josh Oliver       | Tight end        | San Jose State   |
| 3                                 | 98     | Quincy Williams   | Linebacker       | Murray State     |
| 5                                 | 140    | Ryquell Armstead  | Running back     | Temple           |
| 6                                 | 178    | Gardner Minshew   | Quarterback      | Washington State |
| 7                                 | 235    | Dontavius Russell | Defensive tackle | Auburn           |

## Staff
| Staff dei Jacksonville Jaguars nel 2019 |
| --- |
| Organi dirigenziali - Proprietario – Shahid Khan - Presidente – Mark Lamping - Vicepresidente esecutivo della gestione sportiva – Tom Coughlin - General manager – David Caldwell - Vicepresidente senior della gestione sportiva – Tony Khan - Assistente speciale del general manager – John Idzik Jr. - Direttore della gestione sportiva – Tim Walsh - Direttore delle operazioni sportive – Hamzah Ahmad - Direttore degli osservatori dei professionisti – Chris Polian - Assistente del direttore del personale giocatori – Andy Dengler - Direttore del personale professionistico – Chris Driggers - Assistente del direttore del personale professionistico – DeJuan Polk - Direttore degli osservatori del college – Paul Roell - Direttore dello sviluppo dei giocatori e del programma giovanile – Marcus Pollard Capo allenatore - Doug Marrone Altri allenatori - Preparatore atletico – Tom Myslinski - Assistente p.a. – Cedric Scott - Preparatore atletico associato – Alex Hampton - Preparatore atletico associato – Jess Langvardt Allenatori dell'attacco - Coordinatore offensivo – Nathaniel Hackett - Quarterback – Scott Milanovich - Running back – Tyrone Wheatley - Wide receiver – Keenan McCardell - Tight end – Ron Middleton - Offensive line – Pat Flaherty - Assistente offensive line – Tony Sparano Jr. - Assistente offensivo – John Donovan - Ricerca attacco – Eric Price Allenatori della difesa - Coordinatore difensivo – Todd Wash - Defensive line – Marion Hobby - Assistente defensive line – Jason Rebrovich - Linebacker – Mark Collins - Defensive back – Perry Fewell - Assistente defensive back – Joe Danna - Assistente difensivo – Mike Rutenberg Allenatori dello special team - Coordinatore dello special team – Joe DeCamillis - Assistente dello special team – Mike Mallory |

## Roster
| Roster dei Jacksonville Jaguars nel 2019 |
| --- |
| Quarterback - 7 Nick Foles - 15 Gardner Minshew Running Back - 30 Ryquell Armstead - 24 Tyler Ervin - 27 Leonard Fournette - 33 Devine Ozigbo Wide Receiver - 16 C.J. Board - 17 DJ Chark - 84 Keelan Cole - 18 Chris Conley - 11 Marqise Lee - 12 Dede Westbrook Tight End - 88 Seth DeValve - 80 James O'Shaughnessy - 89 Josh Oliver - 87 Geoff Swaim Offensive Linemen - 60 A.J. Cann G - 65 Brandon Linder C - 68 Andrew Norwell G - 77 Cedric Ogbuehi T - 76 Will Richardson T - 74 Cam Robinson T - 69 Tyler Shatley C - 75 Jawaan Taylor T - 70 Brandon Thomas G Defensive Linemen - 41 Josh Allen DE - 90 Taven Bryan DT - 93 Calais Campbell DE - 99 Marcell Dareus DT - 95 Abry Jones DT - 55 Lerentee McCray DE - 91 Yannick Ngakoue DE - 98 Dontavius Russell DT - 94 Dawuane Smoot DE Linebacker - 59 D.J. Alexander OLB - 57 Joe Giles-Harris LB - 52 Najee Goode OLB - 44 Myles Jack MLB - 48 Leon Jacobs OLB - 56 Quincy Williams LB Defensive Back - 31 Breon Borders CB - 21 A.J. Bouye CB - 22 Cody Davis FS - 36 Ronnie Harrison SS - 25 D.J. Hayden CB - 37 Tre Herndon CB - 20 Jalen Ramsey CB - 29 Josh Robinson S - 26 Jarrod Wilson SS - 42 Andrew Wingard S Special Team - 9 Logan Cooke P - 4 Josh Lambo K - 46 Matthew Orzech LS Lista delle riserve - 14 Justin Blackmon WR (Sospeso) - 23 Alfred Blue RB (IR-DRF) - 35 Cody Brown SS (IR) - 73 Donnell Greene OT (IR) - 66 Ben Ijalana OL (IR) - 33 Devante Mays RB (IR) - 62 KC McDermott G (IR) - 33 Taj McGowan RB (IR) - 58 James Onwualu OLB (IR) - 47 Jake Ryan MLB (NF-Inj.) - 81 Marcus Simms WR (IR) - 61 Leonard Wester OT (IR) Squadra di allenamento - 54 Eli Ankou DT - 67 Ka'John Armstrong OT - 53 Deshaun Davis LB - 19 Keelan Doss WR - 72 Blake Hance OT - 30 Tae Hayes CB - 85 Charles Jones TE - -- Chase Litton QB - 13 Michael Walker WR - 40 Brandon Watson CB 53 attivi, 12 inattivi, 10 nella squadra di allenamento |
| Legenda - I rookie sono in corsivo. - Il primo ruolo è il principale mentre gli eventuali successivi indicano i ruoli secondari. - (IR) sta per Injured Reserve ed indica la lista ristretta per un solo giocatore infortunato che può tornare ad allenarsi dopo la settimana 6 e a rientrare in prima squadra dopo che questa ha giocato 8 partite. - (NF-Inj.) / (NF-Ill.) stanno rispettivamente per Non-Football Injured e Non-Football Illness ed indicano le liste dove viene inserito un giocatore che ha un infortunio o una malattia non dipendente dal football americano. - (PUP) sta per Physically Unable to Perform ed indica la lista dove viene inserito un giocatore mentre è in attesa di recuperare la condizione fisica. Nella stagione regolare dopo la sesta partita giocata dalla propria squadra, il giocatore ha tempo tre settimane per riprendere ad allenarsi, più tre settimane aggiuntive dal suo rientro agli allenamenti per rientrare in prima squadra. |

## Calendario
| Stagione regolare |                    |                       |                    |                    |                            |                    |
| Turno             | Data               | Avversario            | Risultato          | Record             | Stadio                     | Sintesi            |
| 1                 | 8 settembre        | Kansas City Chiefs    | S 26–40            | 0–1                | TIAA Bank Field            | Recap              |
| 2                 | 15 settembre       | at Houston Texans     | S 12–13            | 0–2                | NRG Stadium                | Recap              |
| 3                 | 19 settembre       | Tennessee Titans      | V 20–7             | 1–2                | TIAA Bank Field            | Recap              |
| 4                 | 29 settembre       | at Denver Broncos     | V 26–24            | 2–2                | Empower Field at Mile High | Recap              |
| 5                 | 6 ottobre          | at Carolina Panthers  | S 27–34            | 2–3                | Bank of America Stadium    | Recap              |
| 6                 | 13 ottobre         | New Orleans Saints    | S 6–13             | 2–4                | TIAA Bank Field            | Recap              |
| 7                 | 20 ottobre         | at Cincinnati Bengals | V 27–17            | 3–4                | Paul Brown Stadium         | Recap              |
| 8                 | 27 ottobre         | New York Jets         | V 29–15            | 4–4                | TIAA Bank Field            | Recap              |
| 9                 | 3 novembre         | Houston Texans        | S 3–26             | 4–5                | Wembley Stadium            | Recap              |
| 10                | Settimana di pausa | Settimana di pausa    | Settimana di pausa | Settimana di pausa | Settimana di pausa         | Settimana di pausa |
| 11                | 17 novembre        | at Indianapolis Colts | S 13–33            | 4–6                | Lucas Oil Stadium          | Recap              |
| 12                | 24 novembre        | at Tennessee Titans   | S 20–42            | 4–7                | Nissan Stadium             | Recap              |
| 13                | 1º dicembre        | Tampa Bay Buccaneers  | S 11–28            | 4–8                | TIAA Bank Field            | Recap              |
| 14                | 8 dicembre         | Los Angeles Chargers  | S 10–45            | 4–9                | TIAA Bank Field            | Recap              |
| 15                | 15 dicembre        | at Oakland Raiders    | V 20–16            | 5–9                | RingCentral Coliseum       | Recap              |
| 16                | 22 dicembre        | at Atlanta Falcons    | S 12–24            | 5–10               | Mercedes-Benz Stadium      | Recap              |
| 17                | 29 dicembre        | Indianapolis Colts    | V 38–20            | 6–10               | TIAA Bank Field            | Recap              |

Nota: gli avversari della propria division sono in grassetto.

## Classifiche

### Division
| AFC South            | AFC South | AFC South | AFC South | AFC South | AFC South | AFC South | AFC South | AFC South |
| vedi • disc. • mod.  | V         | S         | P         | PCT       | DIV       | CONF      | PF        | PS        |
| -------------------- | --------- | --------- | --------- | --------- | --------- | --------- | --------- | --------- |
| Houston Texans       | 10        | 6         | 0         | .625      | 4–2       | 8–4       | 293       | 271       |
| Tennessee Titans     | 9         | 7         | 0         | .563      | 3–3       | 7–5       | 276       | 234       |
| Indianapolis Colts   | 7         | 9         | 0         | .438      | 3–3       | 5–7       | 261       | 257       |
| Jacksonville Jaguars | 6         | 10        | 0         | .375      | 2–4       | 6–6       | 220       | 292       |
|                      |           |           |           |           |           |           |           |           |
|                      |           |           |           |           |           |           |           |           |

### Conference
| American Football Conference           | American Football Conference | American Football Conference | American Football Conference | American Football Conference | American Football Conference | American Football Conference | American Football Conference | American Football Conference | American Football Conference | American Football Conference |
| Pos.                                   | Squadra                      | Division                     | V                            | S                            | P                            | PCT                          | DIV                          | CONF                         | SOS                          | SOV                          |
| Capolista di Division                  | Capolista di Division        | Capolista di Division        | Capolista di Division        | Capolista di Division        | Capolista di Division        | Capolista di Division        | Capolista di Division        | Capolista di Division        | Capolista di Division        | Capolista di Division        |
| -------------------------------------- | ---------------------------- | ---------------------------- | ---------------------------- | ---------------------------- | ---------------------------- | ---------------------------- | ---------------------------- | ---------------------------- | ---------------------------- | ---------------------------- |
| 1                                      | Baltimore Ravens             | North                        | 14                           | 2                            | 0                            | .875                         | 5–1                          | 10–2                         | .400                         | .356                         |
| 2                                      | Kansas City Chiefs           | West                         | 12                           | 4                            | 0                            | .750                         | 6–0                          | 9–3                          | .436                         | .414                         |
| 3                                      | New England Patriots         | East                         | 12                           | 4                            | 0                            | .750                         | 5-1                          | 8-4                          | .549                         | .507                         |
| 4                                      | Houston Texans               | South                        | 10                           | 6                            | 0                            | .625                         | 4-2                          | 8-4                          | .441                         | .459                         |
| Wild Card                              |                              |                              |                              |                              |                              |                              |                              |                              |                              |                              |
| 5                                      | Buffalo Bills                | East                         | 10                           | 6                            | 0                            | .625                         | 3-3                          | 7-5                          | .330                         | .214                         |
| 6                                      | Tennessee Titans             | South                        | 9                            | 7                            | 0                            | .563                         | 3-3                          | 7-5                          | .539                         | .452                         |
| In corsa per i play-off                |                              |                              |                              |                              |                              |                              |                              |                              |                              |                              |
| 7                                      | Pittsburgh Steelers          | North                        | 8                            | 8                            | 0                            | .500                         | 3-3                          | 6-6                          | .481                         | .336                         |
| 8                                      | Denver Broncos               | West                         | 7                            | 9                            | 0                            | .438                         | 3-3                          | 6-6                          | .554                         | .353                         |
| 9                                      | Oakland Raiders              | West                         | 7                            | 9                            | 0                            | .438                         | 3-3                          | 5-7                          | .451                         | .404                         |
| 10                                     | Indianapolis Colts           | South                        | 7                            | 9                            | 0                            | .438                         | 3-3                          | 5-7                          | .630                         | .575                         |
| 11                                     | New York Jets                | East                         | 7                            | 9                            | 0                            | .438                         | 2-4                          | 4-8                          | .485                         | .275                         |
| 12                                     | Jacksonville Jaguars         | South                        | 6                            | 10                           | 0                            | .375                         | 2-4                          | 6-6                          | .500                         | .500                         |
| 13                                     | Cleveland Browns             | North                        | 6                            | 10                           | 0                            | .375                         | 3-3                          | 6-6                          | .544                         | .419                         |
| 14                                     | Los Angeles Chargers         | West                         | 5                            | 11                           | 0                            | .313                         | 0-6                          | 3-9                          | .490                         | .300                         |
| 15                                     | Miami Dolphins               | East                         | 5                            | 11                           | 0                            | .313                         | 2-4                          | 4-8                          | .554                         | .450                         |
| 16                                     | Cincinnati Bengals           | North                        | 2                            | 14                           | 0                            | .125                         | 1-5                          | 2-10                         | .639                         | .000                         |
| Criteri di spareggio                   |                              |                              |                              |                              |                              |                              |                              |                              |                              |                              |
| 1.                                     |                              |                              |                              |                              |                              |                              |                              |                              |                              |                              |
| Legenda                                |                              |                              |                              |                              |                              |                              |                              |                              |                              |                              |
| w — wild card ottenuta                 |                              |                              |                              |                              |                              |                              |                              |                              |                              |                              |
| x — partecipazione ai playoff ottenuta |                              |                              |                              |                              |                              |                              |                              |                              |                              |                              |
| y — campioni di division               |                              |                              |                              |                              |                              |                              |                              |                              |                              |                              |
| z — salto del primo turno di play-off  |                              |                              |                              |                              |                              |                              |                              |                              |                              |                              |
| * — vantaggio del campo ottenuto       |                              |                              |                              |                              |                              |                              |                              |                              |                              |                              |

## Premi

### Premi settimanali e mensili
- Gardner Minshew:

rookie della settimana 1
rookie della settimana 3
rookie della settimana 4
rookie offensivo del mese di settembre
rookie della settimana 5
rookie della settimana 7
rookie della settimana 8
rookie della settimana 17
- Calais Campbell:

difensore della AFC della settimana 3
- Josh Lambo:

giocatore degli special team della AFC della settimana 4
giocatore degli special team della AFC della settimana 7